# Raulinoa echinata
Raulinoa echinata, popularmente conhecida como cutia-de-espinhos, é uma planta endêmica do Vale do Itajaí, Brasil. Geralmente com porte arbustivo, tem raízes profundas, caule e ramos finos e flexíveis, findando em folhas miúdas. Desenvolve espinhos nos verticilos. A altura varia entre dois a sete metros.
Foi batizada em homenagem ao padre brasileiro Raulino Reitz que a catalogou em 1956. Em 1960, o pesquisador estadunidense Cowan publicou a descoberta da planta e batizou a subespécie. O nome popular provém de ter sido reconhecida pela primeira vez em uma ilha fluvial, a Ilha das Cutias em Ibirama.
Seu habitat são as margens do rio Itajaí-Açu no trecho entre Lontras e Indaial, de aproximadamente 60 km. Concentrações maiores são encontradas próximas às cachoeiras, já que desenvolve-se bem na presença de vapor d'água.
Usualmente ocupa uma faixa de ≈ 10 metros da lâmina d'água. Como possui longas raízes — até três vezes o tamanho do caule — é resistente às enchentes e secas sazonais. O período de floração acontece no verão, com flores medindo entre cinco e sete milímetros.

## Preservação
Até agora foram identificados 1,5 mil exemplares da espécie, com 800 mudas criadas em projetos de conservação da cutia-de-espinhos. O acompanhamento científico iniciou-se em 2008.
A iniciativa privada catarinense propôs a edificação de hidrelétricas de porte reduzido nomeadas "Pequenas Centrais Hidrelétricas" (PCH) na área de distribuição da cutia-de-espinhos. As barragens de Zimlich, Estação e Encano (todas em Indaial) poriam em risco a continuidade da espécie, e visto que é endêmica, estudos ambientais foram contratados para verificar se a planta seria extinta com a edificação dos projetos. Até 2011, nem os resultados foram divulgados, nem as obras iniciadas. A FATMA também considera o desaparecimento das ilhas fluviais à foz do rio Benedito como um agravante no que tange à expedição das licenças ambientais para as PCHs no município de Indaial.
O único estudo concluído foi o que aferiu que o projeto de uma PCH em Apiúna traria riscos de sobrevivência à espécie, então o licenciamento ambiental foi indeferido. A FATMA encontrou no trecho de Apiúna uma maior diversidade genética da cutia-de-espinhos, então negou o licenciamento desta PCH e propôs uma unidade de conservação para a área.
A usina hidrelétrica de Salto Pilão chegou a ter sua construção interrompida devido à presença da planta no terreno da edificação. A APREMAVI protocolou, em 2006, uma ação civil pública que resultou na paralisação, pois acreditava que a usina hidrelétrica extinguiria a cutia-de-espinhos. Após quatro anos em trâmite, o TRF da 4.ª região julgou improcedente o pedido de paralisação por considerar que a planta não seria extinta. De fato, a obra foi concluída e mesmo após o início das operações, não foram encontrados vestígios de que a espécie teria entrado em processo de extinção, apesar de biólogos considerarem cedo para verificar consequências diretas no ciclo da Raulinoa.
A unidade de conservação projetada para resguardar colônias da planta receberá verbas do consórcio responsável pela usina; R$ 2,5 milhões, correspondentes a 0,5% do valor total da obra. O projeto atual abrangeria toda a região em que a cutia-de-espinhos é encontrada, a mata ciliar do Itajaí-Açu entre Lontras e Indaial. Mesmo que já viva em área de preservação permanente (APP), a descoberta de um princípio ativo na planta que pode combater o mal de Chagas urgiu a necessidade da instalação de uma unidade de conservação para uma preservação mais efetiva.